# Tommy (album)
Pour les articles homonymes, voir Tommy.
Albums de The Who
The Who Sell Out
(1967) Who's Next
(1971)
Tommy est le quatrième album studio du groupe rock britannique The Who sorti en 1969, et le premier à avoir été unanimement défini comme opéra-rock par la presse spécialisée. Il raconte en effet, du premier au dernier titre, l'histoire d'un enfant victime d'un traumatisme qui l'a rendu sourd, muet et aveugle ; devenu un populaire champion de flipper, après plusieurs péripéties, il retrouve ses sens et devient une sorte de gourou pour de nombreux adeptes qui finissent par le rejeter. Plusieurs thèmes musicaux, comme le « see me, feel me », reviennent à plusieurs reprises sur les quatre faces de l'album original.
L'album atteint la quatrième place des charts américains, restant dans la liste des albums les plus vendus durant 126 semaines. Il est classé à la deuxième place au Royaume-Uni. En 1969 et 1970, les Who tournent dans le monde entier en jouant Tommy dans son intégralité sur scène, avec notamment un passage remarqué au festival de Woodstock.
L'album est placé en 96e position du classement du magazine Rolling Stone des 500 meilleurs albums de tous les temps. Il apparaît également dans l'ouvrage de référence de Robert Dimery Les 1001 albums qu'il faut avoir écoutés dans sa vie et dans beaucoup de listes similaires.
En 1972, Tommy est repris en version orchestrale par le London Symphony Orchestra notamment lors de concerts à Londres puis en Australie ; un double album studio reprenant cette version symphonique paraît en 1972. En 1975, Tommy fait également l'objet d'un film, dont la bande originale est sortie en double album, également en 1975. Enfin, une comédie musicale intitulée The Who's Tommy a été représentée d'abord aux États-Unis de 1992 à 1995 puis à Toronto ainsi qu'à Londres.

## Histoire de l'album
Tommy raconte l'histoire d'un garçon aveugle, sourd et muet (à la suite d'un traumatisme, ayant assisté au meurtre par ses parents de l'amant de sa mère) qui devient un célèbre champion de flipper, passant par diverses expériences afin de retrouver ses sens. Lorsque cela se produit, il se transforme en une sorte de guide spirituel pour de nombreux adeptes qui finissent par le rejeter. L'histoire de Tommy suit donc un synopsis écrit par Pete Townshend. Il y a peu de précisions quant aux dates de la genèse et de l'écriture des morceaux. D'après une mention publiée dans le magazine Disc datée du 4 mai 1968, Chris Welch rapporte le fait que Pete Townshend travaille à l'époque à un projet d'opéra-rock intitulé The Amazing Journey (« l'incroyable voyage »). Les dates d'enregistrements des chansons qui composent l'album sont aussi assez peu référencées. Certains enregistrements ont commencé le 19 septembre 1968 à IBC studios et se sont poursuivis de manière intermittente jusqu'au 7 mai 1969. Selon Roger Daltrey, les enregistrements auraient duré en tout huit semaines et auraient coûté 36 000 £.

### Personnages
- Tommy Walker : le personnage principal de l'histoire
- Captain Walker : le père de Tommy
- Mrs Walker : la mère de Tommy
- L'amant
- L'oncle Ernie : l'oncle alcoolique et pervers de Tommy
- Le cousin Kevin : le cousin de Tommy, le « tyran de l'école »
- Le colporteur (« the Hawker ») : le chef d'une secte
- Le Pinball Wizard : le champion en titre d'un tournoi de flipper, jusqu'à ce qu'il perde contre Tommy
- L'Acid Queen (ou la « Gitane ») : une prostituée qui essaie d'aider Tommy à guérir en lui donnant des drogues hallucinogènes
- Le médecin : essaie de guérir Tommy mais découvre que tous ses dysfonctionnements sont psychologiques
- Sally Simpson : l'une des disciples de Tommy
- L'infirmière et le marchand de journaux : n'apparaissent que quelques secondes mais ont pourtant chacun leurs chansons spécifiques

### Histoire dans l'ordre chronologique
L'album a été essentiellement écrit par Pete Townshend, lui-même influencé par Kit Lambert qui, après l'écoute du morceau Rael 1&2 inclus dans l'album The Who Sell Out, fut le premier à parler d'opéra-rock. D'ailleurs, une partie de cette chanson Rael 1 & 2 se retrouve dans deux pièces de Tommy, Sparks et Underture en version instrumentale toutefois.
- Overture/It's a Boy : le Capitaine Walker, de l'armée britannique, est porté disparu au combat durant la Première Guerre mondiale; son retour semble impossible. Peu de temps après avoir reçu ces terribles nouvelles, sa femme, Mrs Walker, donne naissance à son fils, Tommy.
- 1921 : trois ans après la fin de la guerre, le capitaine Walker retourne à la maison et découvre que sa femme s'est trouvé un nouvel amant. Il l'assassine et se remet en couple avec Mrs. Walker. Tommy voit la scène par la porte entrouverte. Ses parents lui disent qu'il n'a rien entendu, rien vu, et qu'il ne dira rien à personne de toute sa vie. L'enfant, traumatisé, devient sourd, muet et aveugle. Dans le film de Ken Russell, la situation a été inversée : surpris du retour inattendu du père de Tommy et ne voulant pas voir son destin modifié, l'amant de Mrs Walker frappe le père de Tommy et le tue.
- Amazing Journey/Sparks : l'inconscient de Tommy se révèle à lui comme étant un homme de grande taille vêtu de robes argentées, possédant une très longue barbe dorée. La vision l'emmène dans un voyage spirituel où le garçon apprend à traduire toutes ses sensations en musique. Il s'agit à l'origine de la première chanson écrite pour l'album et les premiers vers sont issus d'un poème de Pete Townshend[5].
- Eyesight to the Blind (The Hawker) : les parents de Tommy l'emmènent à l'église d'une secte pour essayer de le soigner.
- Christmas : les parents de Tommy craignent que Tommy ne soit sujet à la damnation éternelle puisqu'il ne peut connaître Jésus ni prier.
- Cousin Kevin : trop confiants, les parents de Tommy le laissent à la garde de son cousin Kevin. Ce dernier saisit l'occasion pour martyriser Tommy de diverses manières, sans craindre d'être découvert. Il finit par être lassé du manque de réactions de Tommy.
- Acid Queen/Underture : les parents de Tommy tentent à nouveau de le guérir, cette fois en engageant une femme qui essaie de le sauver en utilisant des hallucinogènes. Underture est un instrumental qui décrit le voyage de Tommy sous l'effet du LSD.
- Do You Think It's Alright/Fiddle About : Tommy est confié à son oncle Ernie, un alcoolique et un pervers sexuel. Ce dernier en profite pour abuser sexuellement de Tommy sans peur de se faire prendre.
- Pinball Wizard : Tommy possède un talent pour le flipper (pinball), et remporte rapidement la victoire contre le champion en titre, et devient célèbre.
- There's a Doctor/Go to the Mirror : les parents de Tommy trouvent un médecin spécialiste pour essayer une fois de plus de soigner son handicap. Après plusieurs tests, on leur dit que le problème n'est pas physique, mais psychosomatique. Pendant que les parents tentent de lui faire recouvrer ses sens, Tommy essaye de sortir de sa prison intérieure.
- Tommy Can You Hear Me?/Smash the Mirror! : la mère continue ses tentatives pour sauver Tommy. Mais ce dernier ne semble pas le remarquer, fixant sans cesse un miroir. La mère, excédée, brise le miroir.
- Sensation/Miracle Cure : le bris du miroir projette Tommy hors de son état végétatif. La guérison de Tommy fait sensation, et il atteint un statut de gourou. Ensuite, il assume une dimension quasi-messianique et essaie de mener ses disciples à la même illumination que lui. Miracle Cure est une courte chanson (douze secondes) mentionnant un crieur de journaux annoncer la nouvelle de la guérison de Tommy.
- Sally Simpson : Sally, une des fans de Tommy, fille de pasteur, s'enfuit de sa maison pour assister à l'un de ses discours. Elle tente de toucher le gourou, mais est violemment repoussée par la sécurité et reçoit une entaille au visage.
- I'm Free : la chanson raconte une des tentatives de Tommy d'illuminer ceux qui écoutent ses sermons.
- Welcome/Tommy's Holiday Camp : Tommy ouvre sa propre maison à tous ceux qui voudront le suivre, et demande d'inviter autant de monde que possible. Mais bien rapidement, sa maison est pleine, alors Tommy construit un camp de vacances pour accueillir tout le monde. C'est l'oncle Ernie qui salue les nouveaux arrivants.
- We're Not Gonna Take It : Tommy demande à ses suiveurs de devenir sourds, muets et aveugles pour atteindre une certaine hauteur spirituelle. Mais l'autorité de son culte, et l'exploitation de ses disciples par sa famille font que ses fans se révoltent. Abandonné par ses adorateurs et ses disciples, Tommy gagne une nouvelle illumination.

Dans l'album, l'histoire est quelque peu dispersée, et de nombreux détails ont été rajoutés par Pete Townshend en interviews. Ainsi, plusieurs versions ont changé le début de l'histoire, la déplaçant de 1921 à 1951. Le film a également changé un pivot principal : dans cette version, c'est l'amant qui tue le capitaine Walker. Cela mène à de nombreuses confusions sur le déroulement de l'histoire. Tommy est l'un des deux « opéras rock » composés par les Who et la première œuvre musicale au monde à revendiquer cette appellation. Le double album raconte en effet une histoire faisant intervenir plusieurs personnages qui prennent la parole tour à tour, à la manière d'un roman ou d'une pièce de théâtre. Roger Waters reprendra par la suite le concept avec Pink Floyd pour créer The Wall.

## Accueil de la critique
Quand Tommy parut, les critiques étaient divisés en deux camps : les premiers pensaient que c'était un chef-d'œuvre, le début d'une nouvelle ère. Les seconds arguaient que l'œuvre était « malade » à cause de son thème très sombre. L'album a été interdit d'antenne sur la BBC et sur plusieurs radios américaines. Finalement, l'album eut un énorme succès commercial : les fréquentes performances de l'opéra-rock en concert permirent au groupe de prendre une nouvelle dimension au niveau international. Le groupe donna la toute première représentation publique de Tommy le 2 mai 1969 au Ronnie Scott's Jazz Club de Londres.
Les morceaux Overture, Pinball Wizard et le See Me, Feel Me final parurent en single et passèrent assez souvent à la radio. Pinball Wizard atteignit le top 20 aux États-Unis et le top 5 au Royaume-Uni. See Me, Feel Me monta jusqu'aux vingt premières places américaines, et I'm Free atteint le top 40. Overture, Christmas, I'm Free et See Me, Feel Me parurent en EP à la fin de 1970. Tommy fut introduit au Grammy Hall of Fame en 1998.

## Caractéristiques artistiques
Même si Tommy est considéré comme un opéra-rock, il est loin de posséder toutes les caractéristiques de l'opéra au sens commun du terme. Selon Richard Barnes, biographe et historien des Who, il peut être décrit comme une « cantate rock » ou comme un « cycle de chansons rock ».
Musicalement, Tommy est un complexe assemblage d'arrangements pop-rock, généralement basés sur la guitare de Pete Townshend, et ensuite construit avec des overdubs joués par les autres membres du groupe. De nombreux instruments ont été utilisés : guitares (acoustique et électrique), basse, piano, orgue, batterie, gong, timbales, trompette, cor d'harmonie, des harmonies vocales à trois voix parfois doublées sur les solos. Malgré cette richesse instrumentale, le son tend à être très « âpre », surtout en comparaison des œuvres suivantes du groupe. Beaucoup d'instruments n'apparaissent que par intermittence, le cor ne joue que très peu sur Underture. De plus, les instruments ajoutés sont mixés assez bas, demandant une écoute attentive pour les déceler. Townshend mélange le picking et ses habituels power chords, jouant des riffs rugueux et dans certains moments délicats sa guitare sonne comme un clavecin. Keith Moon contrôle son jeu dans les moments les plus dramatiques. La basse de John Entwistle soutient l'ensemble, en servant parfois d'instrument soliste. Roger Daltrey assure le rôle de chanteur principal, mais partage ce rôle avec les autres membres du groupe sur de nombreuses pistes. L'intérêt à venir de Townshend pour les synthétiseurs est décelable sur certaines chansons, dont Amazing Journey, présentant des recherches sonores étranges.
Amazing Journey peut être interprété comme étant le point central de l'album: ses paroles sont essentielles pour la compréhension de l'opéra (au-delà de l'histoire un peu facile à comprendre). Go to the Mirror! est le sommet de l'album du point de vue dramatique et musical : le public se levait spontanément et restait debout jusqu'à la fin, en silence, au contraire des habitudes du public des Who. We're Not Gonna Take It/See Me, Feel Me/Listening To You est le dénouement de l'album. Cependant, au lieu d'utiliser le long fade out présent sur le disque, le groupe préférait utiliser le riff de Go to the Mirror!. Plusieurs thèmes sont répétés au long de l'opéra pour lui donner un cadre cohérent.
Diverses controverses virent le jour à la sortie du disque. Le thème de l'abus sexuel sur Fiddle About provoqua un tollé. D'autres prétendaient que Townshend avait tiré son inspiration du premier opéra-rock de l'histoire, paru quelques mois auparavant, S.F. Sorrow des Pretty Things. Cependant, Townshend avait été lui-même le précurseur de son œuvre, notamment avec A Quick One While He's Away, Rael et Glow Girl.
Au-delà de l'histoire, dont bon nombre d'analyses ont été faites, cet album contient des morceaux qui resteront dans la légende du groupe, notamment Pinball Wizard, et deux instrumentaux (Sparks et Underture).

## Liste des titres
Tous les titres ont été écrits par Pete Townshend, sauf mention contraire.

### Album original
1. Overture – 5:21
2. It's a Boy – 0:38
3. 1921 – 2:49
4. Amazing Journey – 3:25
5. Sparks – 3:46
6. Eyesight to the Blind (The Hawker) (Sonny Boy Williamson II) – 2:13
7. Christmas – 4:34
8. Cousin Kevin (John Entwistle) – 4:07
9. Acid Queen – 3:34
10. Underture – 10:09
11. Do You Think It's Alright? – 0:24
12. Fiddle About (John Entwistle) – 1:26
13. Pinball Wizard – 3:01
14. There's a Doctor – 0:23
15. Go to the Mirror! – 3:49
16. Tommy, Can You Hear Me? – 1:36
17. Smash the Mirror – 1:35
18. Sensation – 2:27
19. Miracle Cure – 0:12
20. Sally Simpson – 4:12
21. I'm Free – 2:40
22. Welcome – 4:34
23. Tommy's Holiday Camp (Keith Moon) – 0:57
24. We're Not Gonna Take It – 7:08

### Édition deluxe
C'est une édition « augmentée », parue en 2003, en format Compact Disc, DVD Audio et Super Audio CD. Le premier disque représente l'album original, le second est composé de démos, de prises alternatives et de raretés.

#### Disque 1
1. Overture – 5:21
2. It's a Boy – 0:38
3. 1921 – 2:49
4. Amazing Journey – 3:25
5. Sparks – 3:46
6. Eyesight to the Blind (The Hawker) (Sonny Boy Williamson II) – 2:13
7. Christmas – 4:34
8. Cousin Kevin (John Entwistle) – 4:07
9. Acid Queen – 3:34
10. Underture – 10:09
11. Do You Think It's Alright? – 0:24
12. Fiddle About (John Entwistle) – 1:26
13. Pinball Wizard – 3:01
14. There's a Doctor – 0:23
15. Go to the Mirror! – 3:49
16. Tommy, Can You Hear Me? – 1:36
17. Smash the Mirror – 1:35
18. Sensation – 2:27
19. Miracle Cure – 0:12
20. Sally Simpson – 4:12
21. I'm Free – 2:40
22. Welcome – 4:34
23. Tommy's Holiday Camp (Keith Moon) – 0:57
24. We're Not Gonna Take It – 3:28
25. See Me, Feel Me/Listening To You - 3:41

#### Disque 2
1. I Was – 0:17
2. Christmas (out-take 3) – 4:44
3. Cousin Kevin Model Child – 1:26
4. Young Man Blues (version 1) (Mose Allison) – 2:53
5. Tommy Can You Hear Me? (alternate version) – 2:00
6. Trying To Get Through – 2:51
7. Sally Simpson (out-takes) – 4:10
8. Miss Simpson – 4:20
9. Welcome (take 2) – 3:44
10. Tommy's Holiday Camp (band's version) (Keith Moon) – 1:09
11. We're Not Gonna Take It (alternate version) – 6:12
12. Dogs Part Two (Keith Moon) – 2:30
13. It's a Boy (Pete's demo version) – 0:44
14. Amazing Journey (Pete's demo version) – 3:43
15. Christmas (Pete's demo version) – 1:58
16. Do You Think It's Alright? (Pete's demo version) – 0:29
17. Pinball Wizard (Pete's demo version) – 3:47

## Version orchestrale
Fin 1972, l'entrepreneur Lou Reizner présente deux versions orchestrales de Tommy au Rainbow Theatre de Londres. Cette version est jouée par les Who, entourés d'invités prestigieux, le tout soutenu par le London Symphony Orchestra dirigé par David Measham. Ces concerts sont utilisés pour promouvoir la nouvelle version orchestrale en studio de Tommy, dirigée par Lou Reizner.
En concert et en studio, des rôles sont tenus par des stars de l'époque : David Essex, Maggie Bell, Sandy Denny, Steve Winwood, Rod Stewart, Richie Havens, Ringo Starr. Pete Townshend jouera un peu de guitare, mais la musique est essentiellement orchestrale.
La version studio de cette version orchestrale de Tommy paraît en 1972 dans un coffret luxueux contenant deux LP, avec une pochette très travaillée ayant un flipper comme motif principal. Cet emballage, conçu par Wilkes And Braun, reçoit le Grammy Award du meilleur packaging en 1974.
La version orchestrale est jouée en Australie en mars 1973, devant des milliers de spectateurs lors de concerts en plein air (le Myer Music Bowl de Melbourne et la Randwick Racecourse de Sydney). Keith Moon apparaît épisodiquement pour jouer l'oncle Ernie, avec des stars locales comme Daryl Braithwaite (dans le rôle de Tommy), Billy Thorpe, Doug Parkinson, Wendy Saddington, Jim Keays, Grame Bell, Broderick Smith, Colleen Hewitt, Linda George, Ross Wilson, Bobby Bright et un orchestre complet.
Des versions piratées des concerts (enregistrés par la BBC) apparaissent.
En dessous se trouve la liste des pistes pour la version orchestrale, avec les interprètes entre parenthèses.

### Liste des pistes
1. Overture (London Symphony Orchestra)
2. It's a Boy (Sandy Denny & Pete Townshend)
3. 1921 (Graham Bell, Maggie Bell, Roger Daltrey & Steve Winwood)
4. Amazing Journey (Pete Townshend)
5. Sparks (London Symphony Orchestra)
6. Eyesight to the Blind (Richie Havens)
7. Christmas (Roger Daltrey & Steve Winwood)
8. Cousin Kevin (John Entwistle)
9. The Acid Queen (Merry Clayton)
10. Underture (London Symphony Orchestra)
11. Do You Think It's Alright? (Maggie Bell & Steve Winwood)
12. Fiddle About (Ringo Starr)
13. Pinball Wizard (Rod Stewart)
14. There's a Doctor (Roger Daltrey, Richard Harris & Steve Winwood)
15. Go to the Mirror (Roger Daltrey & Steve Winwood)
16. Tommy, Can You Hear Me? (Maggie Bell)
17. Smash the Mirror (Maggie Bell)
18. I'm Free (Roger Daltrey)
19. Miracle Cure (Chamber Choir)
20. Sensation (Roger Daltrey)
21. Sally Simpson (Pete Townshend)
22. Welcome (Roger Daltrey)
23. Tommy's Holiday Camp (Roger Daltrey & Ringo Starr)
24. We're Not Gonna Take It (Roger Daltrey)
25. See Me, Feel Me (Roger Daltrey)

## Film
En 1975, le cinéaste anglais Ken Russell réalise Tommy, un film basé sur les chansons de l'album et constituant une mise en scène de l'opéra-rock imaginé par les Who. La participation de stars telles que Eric Clapton qui remplace Stevie Winwood originellement pressenti pour incarner le prédicateur, Elton John, Jack Nicholson ou Tina Turner témoigne de l'influence que Tommy a eu sur le monde du rock à l'époque.
Tommy fut l'un des premiers films musicaux à paraître avec une bande son hi-fi multicanal (système baptisé pour l'occasion « quintaphonic sound »). Le film était présenté dans de nombreuses salles avec un très puissant renfort de son, si bien que le volume sonore était du niveau d'un concert.
Malgré des critiques mitigées, le film fut une grande réussite commerciale à sa sortie, jusqu'à être reconnu comme film culte grâce à des scènes telle l'ébat d'Ann-Margret dans une mare de haricots (une référence à la pochette de The Who Sell Out, où Roger Daltrey en prend un bain), la satire de la musique pop dans la scène de Sally Simpson. D'autres scènes sont restées dans les esprits, comme le rôle mémorable d'Elton John (chaussé de Dr. Martens géantes) dans Pinball Wizard et celui de Tina Turner, dans l'électrique Acid Queen.
Townshend a retravaillé le scénario de son opéra-rock pour le film, éclaircissant des passages obscurs de la version originale, et installant la trame dans une période plus crédible de l'histoire contemporaine, c'est-à-dire la sortie de la Seconde Guerre mondiale. L'intrigue du film comporte une autre différence majeure : le père de Tommy est assassiné par l'amant de sa mère, alors que c'était le contraire à l'origine.
Townshend a également supervisé la production d'un nouveau double album, sur lequel les arrangements d'orchestres non enregistrés qu'il avait envisagés pour l'album original de Tommy, en 1969, furent réalisés avec une utilisation massive de synthétiseurs. Sur cette bande originale, plusieurs musiciens ont été conviés, comme Caleb Quaye et John « Rabbit » Bundrick. La chanson Pinball Wizard fut un hit majeur à sa sortie en single. Étrangement, bien que le morceau ait été enregistré entièrement par Elton John et son groupe, le film le présente jouant avec les Who.
La plupart des figurants étaient des étudiants de l'école Polytechnique de Portsmouth, payés par des tickets d'un concert du groupe après la fin du tournage.

### Liste des titres de la bande originale de 1975
1. Overture from Tommy (interprété par The Who) – 4:59
2. Prologue - 1945 (interprété par Pete Townshend et John Entwistle) – 3:00
3. Captain Walker/It's a Boy (interprété par Pete Townshend, Margo Newman et Vicki Brown) – 2:38
4. Bernie's Holiday Camp (interprété par The Who, avec les voix d’Oliver Reed, d’Ann-Margret et Alison Dowling) – 3:42
5. 1951/What about the Boy? (interprété par Mott the Hoople, avec les voix d’Ann-Margret et d’Oliver Reed) – 2:49
6. Amazing Journey (interprété par Pete Townshend) – 3:19
7. Christmas (interprété par The Who et les chœurs, avec comme voix principales Ann-Margret, Oliver Reed et Alison Dowling) – 3:59
8. Eyesight to the Blind (interprété par Eric Clapton) – 3:21
9. Acid Queen (interprété par Tina Turner) – 3:47
10. Do You Think It's Alright? (1) (interprété par Ann-Margret et Oliver Reed) – 0:57
11. Cousin Kevin (interprété par Paul Nicholas) – 3:07
12. Do You Think It's Alright? (2) (interprété par Ann-Margret et Oliver Reed) – 0:46
13. Fiddle About (interprété par The Who, avec Keith Moon au chant) – 1:40
14. Do You Think It's Alright? (3) (interprété par Ann-Margret et Oliver Reed) – 0:29
15. Sparks (interprété par The Who) – 3:07
16. Extra, Extra, Extra (interprété par Simon Townshend) – 0:37
17. Pinball Wizard (interprété par Elton John) – 5:22
18. Champagne (interprété par The Who, avec les voix d’Ann-Margret et Roger Daltrey) – 4:43
19. There's a Doctor (interprété par Oliver Reed et Ann-Margret) – 0:29
20. Go to the Mirror (interprété par Jack Nicholson, Roger Daltrey et Ann-Margret) – 3:49
21. Tommy Can You Hear Me? (interprété par Ann-Margret) – 0:55
22. Smash the Mirror! (interprété par Ann-Margret) – 1:22
23. I'm Free (interprété par Roger Daltrey) – 2:36
24. Mother and Son (interprété par Pete Townshend, avec les voix d’Ann-Margret et Roger Daltrey) – 2:36
25. Sensation (interprété par Roger Daltrey) – 2:49[7]
26. Miracle Cure (interprété par Simon Townshend) – 0:23
27. Sally Simpson (interprété par Eric Clapton, Pete Townshend et Roger Daltrey) – 5:38
28. Welcome (interprété par Pete Townshend, avec les voix de Roger Daltrey, Ann-Margret et Oliver Reed) – 4:15
29. T.V. Studio (interprété par Pete Townshend, avec les voix d’Ann-Margret et Oliver Reed) – 1:14
30. Tommy's Holiday Camp (interprété par Keith Moon) – 1:29
31. We're Not Gonna Take It! (interprété par Roger Daltrey et les chœurs) – 4:46
32. Listening to You/See Me, Feel Me (interprété par les Who et les chœurs, avec comme voix principale Roger Daltrey) – 4:19

## Musiciens
- Roger Daltrey - chant
- Pete Townshend - guitares, banjo, claviers, chant
- John Entwistle - basse, cor français, chœurs
- Keith Moon - batterie, percussions, chœurs

## Charts & certifications

### Album
Charts
| Pays                          | Durée du classement | Meilleur classement | Date              |
| ----------------------------- | ------------------- | ------------------- | ----------------- |
| Canada (RPM)                  | 25 semaines         | 6e                  | 21 juillet 1969   |
| États-Unis (Billboard 200)    | 126 semaines        | 4e                  | 19 septembre 1970 |
| France (SNEP)                 | 42 semaines         | 2e                  | 28 juin 1969      |
| Pays-Bas (MegaCharts)         | 10 semaines         | 4e                  | 27 septembre 1969 |
| Royaume-Uni (UK Albums Chart) | 9 semaines          | 2e                  | 1er juin 1969     |

| Pays                          | Durée du classement | Meilleur classement | Date            |
| ----------------------------- | ------------------- | ------------------- | --------------- |
| Allemagne (GfK Entertainment) | 1 semaine           | 50e                 | 15 février 1976 |

| Pays                          | Durée du classement | Meilleur classement | Date             |
| ----------------------------- | ------------------- | ------------------- | ---------------- |
| Belgique (W) (Ultratop)       | 1 semaine           | 175e                | 7 décembre 2013  |
| Belgique (V) (Ultratop)       | 1 semaine           | 181e                | 1er février 2014 |
| Écosse (Scottish Album Chart) | 2 semaines          | 36e                 | 15 juillet 2022  |

Certifications
| Pays        | Ventes      | Certification | Date            |
| ----------- | ----------- | ------------- | --------------- |
| États-Unis  | 2 × Platine | 2 000 000 +   | 8 février 1993  |
| France      | Or          | 100 000 +     | 1977            |
| Italie      | Or          | 25 000 +      | 2016            |
| Royaume-Uni | Or          | 100 000 +     | 22 juillet 2013 |

- Au Canada[21], seule la bande son du film fut certifiée disque d'or.

### Single
| Single              | Chart              | Durée du classement | Position | Date              |
| ------------------- | ------------------ | ------------------- | -------- | ----------------- |
| Pinball Wizard · Or | (Hot 100)          | 11 semaines         | 19e      | 24 mai 1969       |
| Pinball Wizard · Or | (Single Top 100)   | 3 semaines          | 25e      | 1er mai 1969      |
| Pinball Wizard · Or | (W) (Ultratop)     | 1 semaine           | 47e      | 7 juin 1969       |
| Pinball Wizard · Or | (RPM Top Singles)  | 21 semaines         | 6e       | 19 mai 1969       |
| Pinball Wizard · Or | (Single Top 100)   | 1 semaine           | 89e      | 21 juin 1969      |
| Pinball Wizard · Or | (IRMA)             | 2 semaines          | 14e      | 24 mai 1969       |
| Pinball Wizard · Or | (Single Top 100)   | 4 semaines          | 12e      | 3 mai 1969        |
| Pinball Wizard · Or | (UK Singles Chart) | 13 semaines         | 4e       | 23 avril 1969     |
| I'm Free            | (Hot 100)          | 8 semaines          | 37e      | 23 août 1969      |
| I'm Free            | (Single Top 100)   | 3 semaines          | 18e      | 15 septembre 1969 |
| I'm Free            | (W) (Ultratop)     | 4 semaines          | 40e      | 4 octobre 1969    |
| I'm Free            | (RPM Top Singles)  | 9 semaines          | 26e      | 23 août 1969      |
| I'm Free            | (Single Top 100)   | 2 semaines          | 71e      | 23 août 1969      |
| I'm Free            | (FIMI)             | —                   | 31e      | 1971              |
| I'm Free            | (Single Top 100)   | 4 semaines          | 20e      | 6 septembre 1969  |
| See Me, Feel Me     | (Hot 100)          | 13 semaines         | 12e      | 28 novembre 1970  |
| See Me, Feel Me     | (V) (Ultratop)     | 9 semaines          | 7e       | 16 janvier 1971   |
| See Me, Feel Me     | (W) (Ultratop)     | 10 semaines         | 26e      | 9 janvier 1971    |
| See Me, Feel Me     | (RPM Top Singles)  | 12 semaines         | 4e       | 5 décembre 1970   |
| See Me, Feel Me     | (Single Top 100)   | 13 semaines         | 2e       | 19 décembre 1970  |